# Lily Renée
Lily Renée, née Lily Renée Wilhelm le 12 mai 1921 à Vienne en Autriche et morte le 24 août 2022 à Manhattan, est une dessinatrice de comics autrichienne puis américaine ayant surtout travaillé durant l'âge d'or des comics.

## Biographie

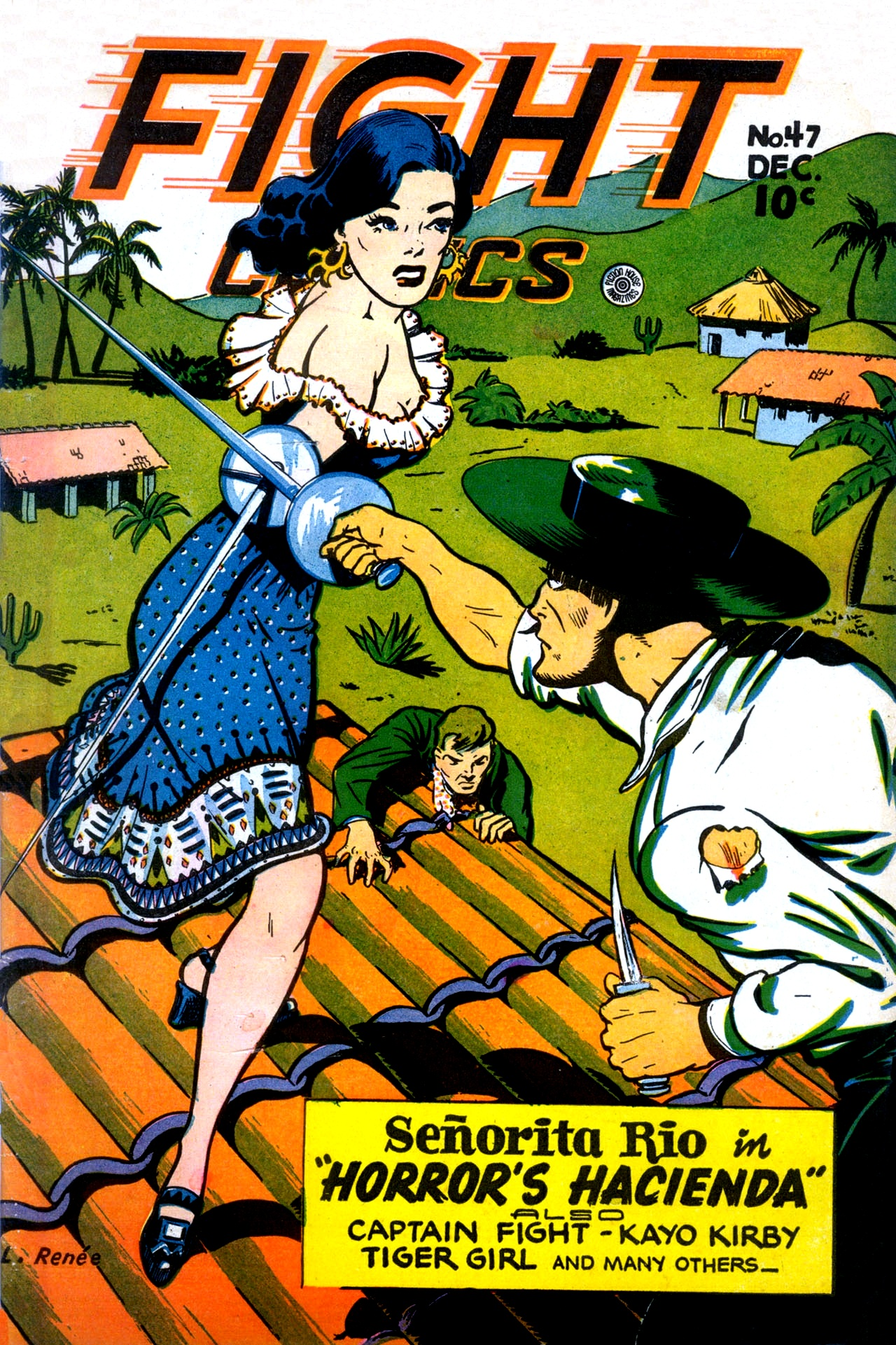
Couverture de Fight Comics 47 publié par Fiction House dans lequel paraissait Señorita Rio dessiné par Lily Renée (1946).

Lily Renée Wilhelm naît en 1921 à Vienne en Autriche dans une famille juive. Après l'Anschluss, elle parvient à quitter son pays et à se réfugier en Angleterre. Elle quitte ensuite le Royaume-Uni pour les États-Unis où elle retrouve ses parents qui avaient fui l'Autriche après elle. Elle commence à travailler comme dessinatrice, tout comme Ruth Atkinson, Fran Hopper, Nina Albright et Marcia Snyder, pour le studio de Jerry Iger qui cherchait à remplacer ses dessinateurs appelés par l'armée. Après avoir commencé comme simple assistante chargée de nettoyer les planches des dessinateurs, elle monte en grade et commence à dessiner elle-même des comics. Elle travaille surtout pour Fiction House de 1943 à 1948 sur des titres comme Werewolf Hunter, Jane Martin, Señorita Rio et The Lost World. Elle se marie en 1947 avec Eric Peters. Elle travaille avec son mari pour St. John sur des romance comics et des comics mettant en scène Abbott et Costello. Ils divorcent peu après et en 1949, Lily Renée se remarie avec Randolph Phillips dont elle a deux enfants. Elle quitte le monde des comics et écrit deux romans pour la jeunesse, Red is the Heart et Magic Next Door. Elle meurt le 24 août 2022 dans sa résidence à Manhattan.

## Distinctions
- 2007 : prix Inkpot, pour l'ensemble de sa carrière
- 2021 : inscrite au temple de la renommée Will Eisner (choix du jury)[6]